# Barthélemy Adoukonou
Barthélemy Adoukonou (Abomey, 24 agosto 1942) è un vescovo cattolico beninese, dal 24 agosto 2017 segretario emerito del Pontificio consiglio della cultura.

## Biografia
Barthélemy Adoukonou è nato il 24 agosto 1942 ad Abomey, dipartimento di Zou e vicariato apostolico di Ouidah (oggi nella diocesi di Abomey), nella parte meridionale dell'allora colonia francese del Dahomey (oggi Repubblica del Benin); è discendente di una famiglia reale della sua città natale.

### Formazione e lavoro accademico
Dopo aver ricevuto l'istruzione primaria, sentendo maturare una precoce vocazione al sacerdozio, ha quindi ricevuto la formazione secondaria nei seminari di Abomey e Bohicon; in seguito si è trasferito a Roma, in Italia, dove ha frequentato la Pontificia università urbaniana per gli studi di filosofia e teologia. Al termine del percorso, ha ricevuto l'ordinazione sacerdotale il 16 dicembre 1966, nella basilica di San Pietro in Vaticano, per imposizione delle mani del cardinale Krikor Bedros XV Aghagianian, prefetto della Congregazione di Propaganda Fide; si è incardinato, ventiquattrenne, come presbitero della diocesi di Abomey. Tra gli altri seminaristi, insieme a lui è stato ordinato anche il futuro cardinale George Pell.
Nel 1967 è stato nominato docente presso il Seminario minore "Santa Giovanna d'Arco" di Ouidah, divenendo poi cappellano e docente allo Aufiais College di Cotonou nel 1968 ed infine vicario parrocchiale nella parrocchia "San Francesco d'Assisi" a Bohicon nel 1970, dove è rimasto per un anno. Nel 1971 ha cominciato il percorso post laurea prima in Francia, dove ha studiato sociologia della religione a Parigi, e poi in Germania, dove ha proseguito la formazione in teologia all'Università di Ratisbona; qui la discussione della sua tesi di dottorato è stata anticipata dal giugno al marzo del 1977 perché il suo relatore, il professor Joseph Ratzinger, era stato appena promosso arcivescovo metropolita di Monaco e Frisinga da papa Paolo VI.
Lo stesso anno è rientrato in patria, dove nei setti anni seguenti ha ricoperto gli incarichi di rettore del Seminario minore "San Paolo" a Djimé, professore missionario presso l'Università dell'Africa Occidentale ad Abidjan, in Costa d'Avorio, docente di metodologia della ricerca nelle scienze umane e sociali presso l'Università dello Stato ad Abomey-Calavi e presso il Seminario maggiore "San Gallo" a Ouidah. Nel 1984 si è nuovamente trasferito nella capitale francese per studiare all'Università di Parigi-Cartesio, dove ha conseguito il dottorato di Stato, lettere e scienze umane quattro anni dopo. Tornato in Africa, dal 1988 al 1999 è stato rettore del Seminario propedeutico del Benin ad Akpro-Missérété, vicino alla capitale Porto-Novo. È stato poi, per quattro mandati, segretario generale della Conferenza episcopale regionale dell'Africa occidentale francofona (CERAO) e dell'Associazione delle conferenze episcopali dell'Africa occidentale anglofona (AECAWA) finché non sono state entrambe soppresse il 1º settembre 2009 per dare origine alla Conferenza episcopale regionale dell'Africa occidentale.

### Lavoro in Curia romana
In ambito della Curia romana è stato consultore del Pontificio consiglio per la promozione dell'unità dei cristiani e membro della Commissione teologica internazionale per un primo mandato dal 1982 al 1987 e poi per un secondo mandato conclusosi nel 1997, lavorando a stretto contatto con il cardinale Ratzinger. In seguito è succeduto al francese Bernard Ardura come consultore della Congregazione delle cause dei santi, divenendo responsabile della postulazione per la causa di canonizzazione di diverse figure del cattolicesimo francese come Robert Schuman e Claire de Castelbajac.
Dal 4 al 25 ottobre 2009 ha preso parte come esperto alla II assemblea speciale per l'Africa del Sinodo dei vescovi, svoltosi nella Città del Vaticano, con tema La Chiesa in Africa a servizio della riconciliazione, della giustizia e della pace. "Voi siete il sale della terra ... Voi siete la luce del mondo" (Mt 5, 13.14).
Il 3 dicembre dello stesso anno papa Benedetto XVI lo ha nominato, sessantasettenne, segretario del Pontificio consiglio della cultura; è succeduto al sessantunenne padre Ardura, contestualmente nominato presidente del Pontificio comitato di scienze storiche. Il presidente del dicastero Gianfranco Ravasi, rivolgendosi al pontefice, aveva suggerito l'eventuale aggiunta di una figura proveniente dall'Africa per assisterlo, anche per via dell'eccessiva italianizzazione della Curia; il papa ha colto l'occasione affermando di avere un candidato, dando il nome di Adoukonou a Ravasi.
È stato il primo africano a ricoprire questo ufficio ed il quinto nominato in Curia romana dal pontefice tedesco, che aveva espresso il desiderio di una migliore rappresentazione dell'Africa all'interno della Chiesa cattolica per bocca del cardinale Tarcisio Bertone già all'assemblea speciale del Sinodo dei vescovi due mesi prima.

#### Ministero episcopale
Il 10 settembre 2011 papa Benedetto XVI lo ha elevato alla dignità episcopale assegnandogli, sessantanovenne, la sede titolare di Zama Minore. Ha ricevuto la consacrazione episcopale l'8 ottobre seguente, nella basilica di San Pietro in Vaticano, per imposizione delle mani del cardinale Tarcisio Bertone, S.D.B., segretario di Stato di Sua Santità, avendo come co-consacranti il cardinale Gianfranco Ravasi, presidente del Pontificio consiglio della cultura, e Giuseppe Bertello, presidente designato del Governatorato e della Pontificia commissione per lo Stato della Città del Vaticano nonché futuro cardinale; insieme a lui, è stato ordinato vescovo anche Giuseppe Sciacca.
Due giorni dopo, il 10 ottobre, insieme a monsignor Sciacca ed ai rispettivi familiari, è stato ricevuto in udienza dal pontefice, che il 29 dicembre successivo lo ha nominato anche membro del Pontificio consiglio delle comunicazioni sociali per un mandato di un quinquennio.
Adoukonou è anche membro del Ratzinger Schülerkreis, un gruppo informale composto da ex allievi del professor Ratzinger, e come tale ha partecipato alla riunione annuale del dicembre 2011, in cui si è discusso della nuova evangelizzazione.
Il 29 marzo 2014 papa Francesco lo ha confermato nel suo incarico di segretario del Pontificio consiglio della cultura. Il 7 aprile dello stesso anno ha tenuto uno degli interventi durante la conferenza stampa di presentazione del Convegno "La Chiesa in Africa dal Concilio Vaticano II al Terzo Millennio. Omaggio dell'Africa ai Papi Giovanni XXIII e Giovanni Paolo II"; svoltasi alla Pontificia università urbaniana dal 24 al 25 aprile seguenti, l'incontro ha riunito vescovi, sacerdoti, teologi, studiosi e personalità della cultura africana per un bilancio sulla realizzazione del Concilio Vaticano II nel Continente Africano.
L'11 aprile 2015 ha ricevuto una copia della bolla d'indizione del Giubileo straordinario della misericordia in rappresentanza dell'Africa durante la celebrazione dei primi Vespri della seconda domenica di Pasqua.
Il 24 agosto 2017 papa Francesco ha accettato la sua rinuncia dall'incarico di segretario del Pontificio consiglio della cultura per raggiunti limiti d'età, ai sensi dell'art. 5 § 2 della costituzione apostolica Pastor Bonus, divenendone segretario emerito il giorno del suo settantacinquesimo compleanno; il 28 ottobre successivo gli è succeduto Paul Tighe, fino ad allora segretario aggiunto del medesimo dicastero. Il 23 settembre dello stesso anno è stato ricevuto in udienza dal papa. In seguito è tornato in Benin dove ha assunto la direzione di un istituto di antropologia, il Laboratoire d'anthropologie du sage intellectuel communautaire.
Oltre al nativo francese, parla anche italiano e tedesco.

## Posizioni morali

### Difesa della cultura africana
Mons. Adoukonou è un forte sostenitore del ruolo dell'Africa all'interno della Chiesa cattolica. Egli è il fondatore di "Sillon Noir", un movimento di riflessione sulla diffusione della cultura che si basa sugli "intellettuali della comunità". Nel 1970  ha affermato la sua volontà di cooperare alla diffusione della cultura e di scoprire la necessità di recuperare tutto ciò che era sacro nelle culture africane, tra cui il anche il vudù; in primo luogo frainteso, è riuscito ad attirare alcuni professori universitari attorno alle sue idee grazie alla traduzione della prima settimana degli esercizi spirituali di Sant'Ignazio di Loyola in lingua locale, il "suo" per i cristiani. Essa sostiene che la teologia africana deve provenire dalla sua antropologia.
In un'intervista con Gianluca Buccini, pubblicata dall'Osservatore Romano, il quotidiano giornaliero della Santa Sede, il 26 febbraio 2010, Adoukonou ha dichiarato:

### Educazione sessuale
Sulle strategie contro l'AIDS, la Catholic Documentation Information International ha pubblicato che nel marzo 2009 Adoukonou ha firmato un documento insieme al cardinale Théodore-Adrien Sarr, presidente della Conferenza Episcopale Regionale dell'Africa Occidentale, il quale afferma che: "È un crimine contro l'umanità privare i bambini, gli adolescenti e i giovani della formazione necessaria per la loro mente a padroneggiare il corpo e le sue pulsioni che si chiama educazione sessuale. In questo senso, la pubblicità per la distribuzione di profilattici potrebbe benissimo non essere altro che l'irresponsabilità e un crimine contro l'umanità".

## Il rapporto con Joseph Ratzinger
Alla fine degli anni 1970, il futuro vescovo Adoukonou si è trasferito all'Università di Ratisbona, in Germania, dove ha conosciuto il professor Joseph Ratzinger. Come già citato, il futuro papa ha apprezzato molto le sue doti al punto tale di consegnare alcuni suoi scritti a papa Paolo VI. Inoltre, i due sono stati stretti collaboratori nella Commissione teologica internazionale, di cui il porporato tedesco era presidente. Dopo la morte di papa Giovanni Paolo II, quando il cardinale tedesco è stato eletto pontefice nel conclave del 2005, Adoukonou è stato molto felice di questa scelta e si è congratulato con lui, descrivendolo come un "teologo geniale, che non leggeva la lezione che aveva preparato dalla sua scrivania, ma sembrava leggerla nel cielo. Aveva una profonda visione panoramica storica e sintetica come si addice a un tedesco e anche chiara, specifica per un latino. Il cristocentrismo del suo pensiero mi ha incantato".

## Genealogia episcopale
La genealogia episcopale è:
- Cardinale Scipione Rebiba
- Cardinale Giulio Antonio Santori
- Cardinale Girolamo Bernerio, O.P.
- Arcivescovo Galeazzo Sanvitale
- Cardinale Ludovico Ludovisi
- Cardinale Luigi Caetani
- Cardinale Ulderico Carpegna
- Cardinale Paluzzo Paluzzi Altieri degli Albertoni
- Papa Benedetto XIII
- Papa Benedetto XIV
- Cardinale Enrique Enríquez
- Arcivescovo Manuel Quintano Bonifaz
- Cardinale Buenaventura Córdoba Espinosa de la Cerda
- Cardinale Giuseppe Maria Doria Pamphilj
- Papa Pio VIII
- Papa Pio IX
- Cardinale Gustav Adolf von Hohenlohe-Schillingsfürst
- Arcivescovo Salvatore Magnasco
- Cardinale Gaetano Alimonda
- Cardinale Agostino Richelmy
- Vescovo Giuseppe Castelli
- Vescovo Gaudenzio Binaschi
- Arcivescovo Albino Mensa
- Cardinale Tarcisio Bertone, S.D.B.
- Vescovo Barthélemy Adoukonou